# Another Miss Oh
Another Miss Oh (en hangul, 또! 오해영; en hanja, 또! 誤解영;; romanización revisada, Tto! Ohaeyeong) titulada en español como La otra señorita Oh, es una serie de televisión surcoreana transmitida desde el 2 de mayo hasta el 28 de junio de 2016 por TVN y protagonizada por Eric Mun, Seo Hyun Jin y Jeon Hye Bin.

## Sinopsis
Park Do-kyung, es un director de sonido de 36 años. Hace un año, su novia, Oh Hae-young (bonita) lo abandonó el día de su boda, dejándolo miserable. Un año después del incidente Do-kyung se entera de que Hae-young se va a casar con un joven empresario llamado Han Tae-jin. Buscando vengarse por lo que le había hecho, Do-kyung sabotea los negocios de Tae-jin dejándolo en bancarrota (sin saber en realidad que la persona que se iba a casar con Tae-jin era Oh Hae-young (normal), una mujer con el mismo nombre que su ex).
Coincidentemente Hae-young (normal), es la mujer que Do-kyung había estado viendo últimamente en sus visiones, Do-kyung también ve imágenes instantáneas de su futuro, en donde ella está.
Tae-jin sabe que pronto será enviado a la cárcel debido a la bancarrota, por lo que antes de ser encarcelado le miente a su prometida, Hae-young (normal) diciéndole que no la ama ("¡No soporto verte comer!") como para casarse con ella y cancela su boda, para darle la oportunidad de ser feliz.
En medio de todo, las vidas de Do-kyung y Hae-young (normal) cambian cuando se conocen; después de compartir las desafortunadas experiencias por las que pasaron el día de sus bodas, los dos se hacen aún más cercanos.
Pronto Do-kyung y Hae-young (normal) comienzan a enamorarse, y aunque al inicio Do-kyung no quiere aceptar sus sentimientos hacia ella, debido a que se siente culpable por haber arruinado su boda hace poco, pronto es incapaz de esconder lo que siente por ella. Sin embargo las cosas comienzan a complicarse cuando Hae-young (bonita) y Tae-jin regresan a la vida de ambos, mientras Hae-young (bonita) intenta recuperar a Do-kyung, Tae-jin intenta vengarse de Do-kyung y recuperar a Hae-young (normal).

## Reparto

### Personajes principales
| Actor        | Personaje           | Ocupación                                              | Episodios | Duración |
| ------------ | ------------------- | ------------------------------------------------------ | --------- | -------- |
| Eric Mun     | Park Do-kyung       | Director de Sonido de "Movie Sound"                    | 18        | 2016     |
| Seo Hyun-jin | Oh Hae-young (soil) | Representante del Equipo de Planificación de Productos | 18        | 2016     |

### Personajes recurrentes
| Actor                | Personaje            | Ocupación                                                                        | N.º de episodios | Duración |
| -------------------- | -------------------- | -------------------------------------------------------------------------------- | ---------------- | -------- |
| Kim Ji-seok          | Lee Jin-sang         | Abogado / Amigo de Do-kyung                                                      | 18               | 2016     |
| Jeon Hye-bin         | Oh Hae-young (gold)  | Líder del Equipo de TF                                                           | 18               | 2016     |
| Ye Ji-won            | Park Soo-kyung       | Directora de la División de Cáterin / Hermana de Do-kyung                        | 18               | 2016     |
| Heo Jung-min         | Park Hoon            | Miembro del Estudio de Grabación de Sonido / Hermanastro de Do-kyung y Soo-kyung | 18               | 2016     |
| Lee Han-wi           | Oh Kyung-soo         | Padre de Hae-young (soil)                                                        | 18               | 2016     |
| Kim Mi-kyung         | Hwang Deok-yi        | Madre de Hae-young (soil)                                                        | 18               | 2016     |
| Jo Hyun-sik          | Sang-seok            | Ingeniero de Sonido de "Movie Sound"                                             | 17               | 2016     |
| Heo Young-ji         | Yoon Ahn-na          | Empleada de la Tienda / Novia de Hoon                                            | 15               | 2016     |
| Ha Si-eun            | Kim Hee-ran          | Productora de Cine / Amiga de Hae-young (soil)                                   | 15               | 2016     |
| Kim Ki-doo           | Ki-tae               | Ingeniero de Sonido de "Movie Sound"                                             | 16               | 2016     |
| Choi Joon-ho         | Lee Joon             | Ingeniero de Sonido de "Movie Sound"                                             | 15               | 2016     |
| Kwon Min             | Kim Seong-jin        | Líder del Equipo de la División de Cáterin "Seasonal Table"                      | 15               | 2016     |
| Lee Ga-hyun          | Shim Ye-jin          | Miembro del Equipo de División de Cáterin "Seasonal Table"                       | 15               | 2016     |
| Yoo Se-rye           | Chan-joo             | Miembro del Equipo de División de Cáterin "Seasonal Table"                       | 15               | 2016     |
| Choi Byung-mo        | Psiq. Park Soon-taek | Psiquiatra de Do-kyung                                                           | 15               | 2016     |
| Lee Jae-yoon         | Han Tae-jin          | Empresario / ex-Prometido de Hae-young (soil)                                    | 14               | 2016     |
| Nam Ki-ae Lee Yoo-ri | Heo Ji-ya (de joven) | Productora de Cine / Madre de Do-kyung                                           | 12 1             | 2016     |
| Baek Joon            | Jung Woo-sung        | Miembro del Equipo de División de Cáterin "Seasonal Table"                       | 12               | 2016     |
| Kim Moon-hak         | Kim Moon-hak         | Miembro del Equipo de División de Cáterin "Seasonal Table"                       | 12               | 2016     |
| Hwang Chang-do       | Hwang Chang-do       | Miembro del Equipo de División de Cáterin "Seasonal Table"                       | 12               | 2016     |
| Kang Nam-gil         | Presidente Jang      | Empresario                                                                       | 10               | 2016     |
| Kim Jong-gook        | -                    | Oficial de la División de Cáterin                                                | 7                | 2016     |
| Lee Hye-eun          | Jeong-sook           | Tía de Hae-young (soil)                                                          | 6                | 2016     |
| Park Myung-hoon      | Lee Chan-soo         | Compañero de Negocios (corrupto) y Amigo de Tae-jin                              | 6                | 2016     |
| Woo Hyun             | Dr. Woo Hyeon        | Psiquiatra / Superior de Soon-taek                                               | 4                | 2016     |
| Jo Seong-hyuk        | -                    | exalumno de la Escuela Secundaria de Hae-young                                   | 2                | 2016     |
| Yeon Mi-joo          | Jang Young-ji        | Doctora / Hija del Presidente Jang                                               | 2                | 2016     |
| Son Young-soon       | Hae-young            | Abuela de Hae-young (soil)                                                       | 2                | 2016     |
| Lee Pil-mo           | -                    | Director de Sonido / Padre de Do-Kyung                                           | 1                | 2016     |

### Otros personajes
| Actor          | Personaje      | Ocupación                                                            | N.º de episodios | Duración |
| -------------- | -------------- | -------------------------------------------------------------------- | ---------------- | -------- |
| Lee Byung-joon | Lee Byung-joon | Cantante                                                             | 3                | 2016     |
| Yoon Jong-hoon | Choi Noo-ri    | exalumno de la Escuela Secundaria de Hae-young (soil)                | 2                | 2016     |
| Yeon Woo-jin   | Gong Gi-tae    | Abogado / Amigo de Jin-sang                                          | 1                | 2016     |
| Lee Sun-bin    | Lee Jin-sang   | exnovia de Jin-sang                                                  | 1                | 2016     |
| Kim Shin-young | Kim Shin-young | Presentadora del Programa de Radio "Kim Shin-young's Morning Coffee" | 1                | 2016     |
| Oh Man-seok    | Oh Man-seok    | Director de Cine                                                     | 1                | 2016     |
| Seo Ye-ji      | Oh Seo-hee     | Prima de Hae-young (soil)                                            | 1                | 2016     |
| Lee Hyun-jin   | -              | Cita de Hae-young (soil)                                             | 1                | 2016     |
| Seo Jun-young  | -              | Cita de Hae-young (gold)                                             | 1                | 2016     |
| Kim Seo-ra     | -              | Madre de Hae-young (gold)                                            | 1                | 2016     |
| Im Ha-ryong    | -              | Actor de la película "Another Productivity"                          | 1                | 2016     |
| Ahn Il-kwon    | -              | Director de Cine                                                     | 1                | 2016     |
| Kwon Soo-hyun  | -              | exalumno de la Escuela Secundaria de Hae-young                       | 1                | 2016     |
| Shin Woo-gyeom | Ji-hoon        | -                                                                    | -                | 2016     |
| Ko Kyu-pil     | -              | Repartidor                                                           | 3                | 2016     |

## Episodios
| No. | Título                                                   | Notas |
| --- | -------------------------------------------------------- | ----- |
| 1   | Can I Cry                                                | -     |
| 2   | A Relationship Completely Unplanned                      | -     |
| 3   | Love If You Want to Live                                 | -     |
| 4   | Let's Hum a Song and Go Home                             | -     |
| 5   | The Suffering Heart to Frenzy                            | -     |
| 6   | A Half Love, a Half Mercy                                | -     |
| 7   | I Wish I Was the Only Woman in the World                 | -     |
| 8   | I'm Not Crying Because of Him, I'm Crying Because of You | -     |
| 9   | The Wind Blew in That Heart                              | -     |

| No. | Título                                                   | Notas |
| --- | -------------------------------------------------------- | ----- |
| 10  | The Way to Go to You                                     | -     |
| 11  | Pain, Sick and ...                                       | -     |
| 12  | I Hope You to Be Unhappy Leaving Me                      | -     |
| 13  | A Heart That Was Understood                              | -     |
| 14  | All Sounds Except Love Should Be Silent                  | -     |
| 15  | Those Days We Couldn't Love Much More                    | -     |
| 16  | It Becomes Livable Because of You                        | -     |
| 17  | Enough Not to Care About Dying Today                     | -     |
| 18  | Please Stay Alive. I'm Grateful That You're Alive, Dear. | -     |

## Premios y nominaciones
| Año  | Categoría                                   | Premio                     | Nominado (a)            | Resultado |
| ---- | ------------------------------------------- | -------------------------- | ----------------------- | --------- |
| 2017 | Mejor actriz                                | 53.º Premios Baeksang Arts | Seo Hyun-jin            | Ganó      |
| 2017 | Mejor guion                                 | 53.º Premios Baeksang Arts | Park Hae-young          | Nominado  |
| 2017 | Mejor director                              | 53.º Premios Baeksang Arts | Song Hyun-wook          | Nominado  |
| 2017 | Cable Star Award – Mejor pareja             | Korea Cable TV Award       | Kim Ji-seok y Ye Ji-won | Ganaron   |
| 2017 | Cable Star Award – Popular Star             | Korea Cable TV Award       | Kim Ji-seok             | Ganó      |
| 2017 | Cable Star Award – Scene-Stealer            | Korea Cable TV Award       | Ye Ji-won               | Ganó      |
| 2016 | Excellence Award, Actor in a Miniseries     | 5.º Premios APAN Star      | Eric Mun                | Nominado  |
| 2016 | Premio a la excelencia, actriz en miniserie | 5.º Premios APAN Star      | Seo Hyun-jin            | Ganó      |
| 2016 | Mejor pareja                                | 5.º Premios APAN Star      | Eric Mun y Seo Hyun-jin | Nominados |
| 2016 | Mejor actriz de reparto                     | 5.º Premios APAN Star      | Jeon Hye-bin            | Nominada  |
| 2016 | Mejor actriz de reparto                     | 5.º Premios APAN Star      | Ye Ji-won               | Ganó      |
| 2016 | Top Excellence Award, Actress               | 9.º Premios Korea Drama    | Seo Hyun-jin            | Nominada  |
| 2016 | Mejor actor                                 | Premios tvN10              | Eric Mun                | Nominado  |
| 2016 | Mejor actriz                                | Premios tvN10              | Seo Hyun-jin            | Nominada  |
| 2016 | Best Content Award, Drama                   | Premios tvN10              | Another Miss Oh         | Ganó      |
| 2016 | Romantic-Comedy King                        | Premios tvN10              | Eric Mun                | Ganó      |
| 2016 | Romantic-Comedy Queen                       | Premios tvN10              | Seo Hyun-jin            | Ganó      |
| 2016 | Made in tvN, Actress in Drama               | Premios tvN10              | Seo Hyun-jin            | Ganó      |
| 2016 | Best Kiss Award                             | Premios tvN10              | Eric Mun y Seo Hyun-jin | Nominados |
| 2016 | Best Kiss Award                             | Premios tvN10              | Kim Ji-seok y Ye Ji-won | Nominados |
| 2016 | Two Star Award                              | Premios tvN10              | Kim Ji-seok             | Nominado  |
| 2016 | Scene-Stealer Award, Actor                  | Premios tvN10              | Kim Ji-seok             | Nominado  |
| 2016 | Scene-Stealer Award, Actress                | Premios tvN10              | Kim Mi-kyung            | Nominada  |
| 2016 | Scene-Stealer Award, Actress                | Premios tvN10              | Ye Ji-won               | Nominada  |

## Producción
La serie también fue conocida como "Oh Hae Young Again", fue protagonizada por Eric Mun y Seo Hyun-jin.
La primera lectura de guion se llevó a cabo el 13 de marzo de 2016.
Contó con los directores Song Hyun-wook y Lee Jong-jae, así como con los escritores Park Hae-young y Wi So-young. La producción estuvo a cargo de Lee Sang-hee así como con los ejecutivos Park Ho-sik, Jin-hee "Jinnie" Choi y Yoon Gi-tae.
La música de apertura fue "What Is Love" de Seo Hyun-jin y Yoo Seung-woo.
La serie contó con las compañías de producción "Chorokbaem Media" y "Studio Dragon", y fue distribuida por CJ E&M.

### Popularidad
Debido al gran éxito de la serie y por haber obtenido una gran audiencia para un programa de lunes a martes de la cadena tvN, el equipo de producción y la cadena decidieron ampliar el drama con 2 episodios más. El programa se convirtió en uno de los dramas coreanos mejor calificados en la historia de la televisión por cable.
Durante la emisión del episodio 8, el drama superó los niveles de audiencia del popular drama Cheese in the Trap.

## Emisión internacional
- Hong Kong: Now Drama Channel (2016) y Viu TV (2017).
- Malasia: 8TV (2016).
- Singapur: VV Drama (2016).
- Tailandia: Channel 7 (2016).
- Taiwán: Videoland Drama (2016).
- Chile: ETC (2020).
- Latinoamérica: Claro TV (2021) y Pasiones (2021).
- Filipinas: GMA Network (2022).
- Perú: Willax Televisión (2023).
- Venezuela: Venevisión (2024).
- Honduras: Telecadena 7 y 4 (2024).
- Bolivia: Red Uno (2025)
- México: Imagen Televisión (2025)